# Karl Steinhuber
Karl Steinhuber   (Linz, 1 de maig de 1906 - novembre 2002) fou un piragüista austríac que va competir durant la dècada de 1930.
El 1936 va prendre part en els Jocs Olímpics de Berlín on, fent parella amb Viktor Kalisch, guanyà la medalla de plata en la competició del K-2, 10.000 metres del programa de piragüisme.